# Żółta mozaika fasoli

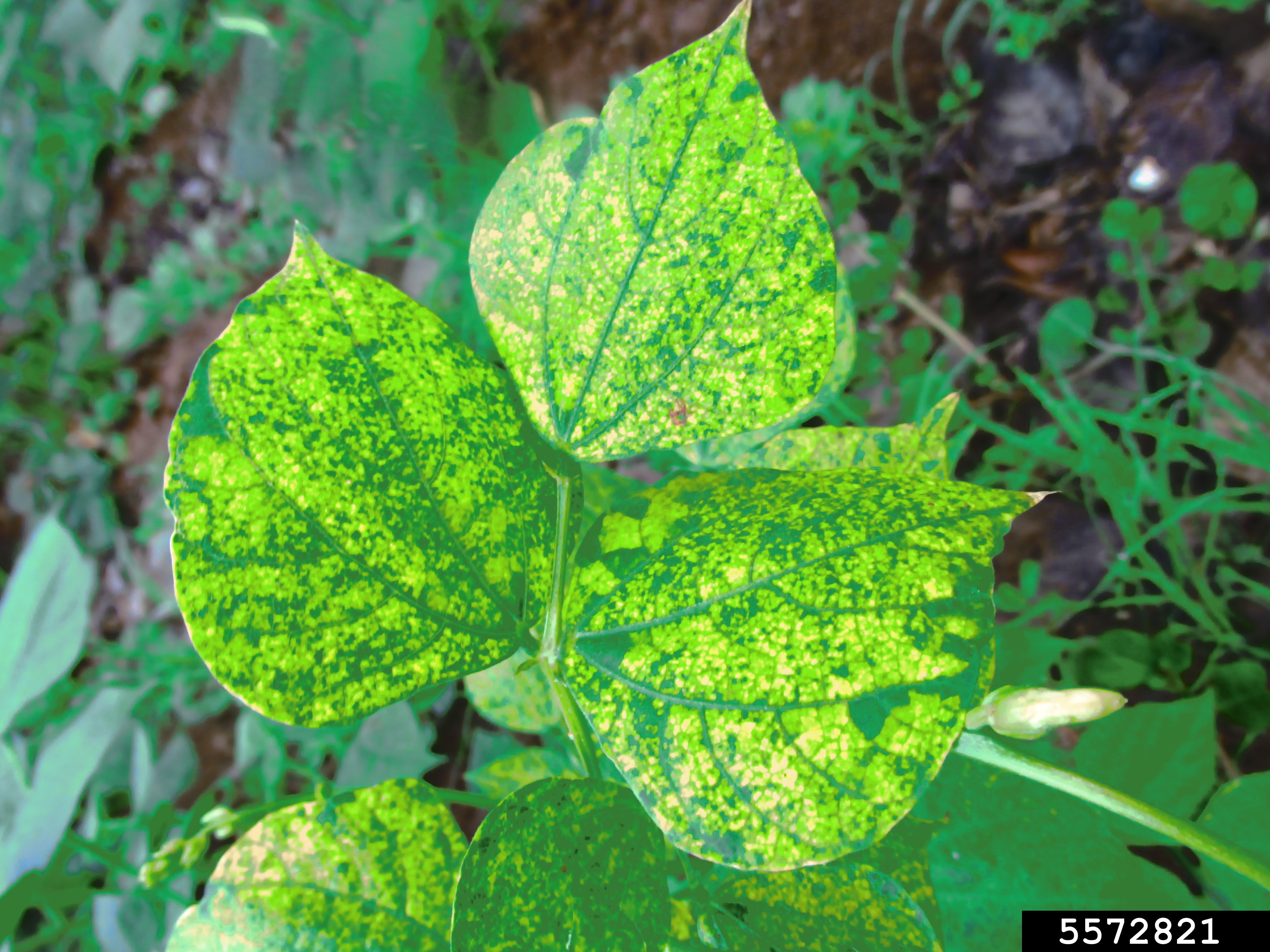
Objawy na liściu fasoli

Żółta mozaika fasoli (ang. yellow mosaic of bean) – wirusowa choroba fasoli wywołana przez wirusa żółtej mozaiki fasoli (Bean yellow mosaic virus, BYMV). Jest to choroba z grupy mozaik.

## Występowanie i szkodliwość
BYMV jest najczęściej występującym wirusem roślin uprawnych w rodzinie bobowatych (Fabaceae). Występuje także na licznych dziko rosnących gatunkach tej rodziny. U fasoli hamuje jej rozwój, powoduje zmniejszenie plonu nasion i pogorszenie ich jakości. Nasiona z porażonych roślin są drobniejsze, ponadto łatwiej ulegają infekcji przez grzyby pasożytnicze. Porażone rośliny wytwarzają mniej brodawek korzeniowych i wcześniej od zdrowych tracą zdolność wiązania azotu. Im młodsze rośliny ulegają zakażeniu wirusem BYMV, tym większe jest nasilenie wywołanej przez niego choroby.
W Polsce żółta mozaika fasoli występuje pospolicie, jednak nie powoduje większych szkód. Szczep powodujący tę chorobę u fasoli nie infekuje grochu.

## Objawy
Na liściach fasoli powstają nieregularnie rozłożone jasno i ciemnożółte plamy, tzw. botanika. Na młodszych liściach są one wyraźniejsze, na starszych bardziej rozmyte. Ponadto liście młodsze czasami ulegają pofałdowaniu i zmarszczeniu. Spowodowane to jest tym, że w miejscach żółtawych plam liść rośnie wolniej. Nie występuje jednak ich większe zniekształcenie, a tylko zdrobnienie. Na strąkach zwykle brak plam i nasiona nie ulegają zakażeniu wirusem.
Oprócz żółtej mozaiki na fasoli występuje jeszcze zwykła mozaika fasoli.

## Epidemiologia
Na polach uprawnych inokulum wirusa stanowią uprawiane rośliny wieloletnie z rodziny bobowatych, m.in. łubin żółty, łubin biały, bobik, koniczyna łąkowa, oraz rośliny dziko rosnące, np. lucerna nerkowata, nostrzyk żółty, koniczyna łąkowa. W ogrodach ozdobnych zimuje w licznych gatunkach roślin spoza rodziny bobowatych, np. frezji, irysie, narcyzie. Na fasolę przenoszony jest z tych roślin przez ponad 20 gatunków mszyc, największe znaczenie mają Aphis fabae, Acyrtosiphon pisum, Macrosiphum euphorbiae i Myzus persicae. Może być przenoszony także mechaniczne (np. przez maszyny rolnicze), jednak w warunkach naturalnych ma to znikome znaczenie.

## Ochrona
Można tylko zapobiegać chorobie. Nasiona fasoli powinny być wysiewane jak najwcześniej, aby w czasie nalotów mszyc były w jak najbardziej zaawansowanej fazie rozwoju, co skutkuje mniejszym nasileniem choroby. Powinna być zachowana izolacja przestrzenna między uprawami roślin bobowatych jednorocznych i wieloletnich. W miarę możliwości powinno się do uprawy wybierać odmiany odporne lub przynajmniej mniej podatne.